# Комит Саксонского берега
Комит Саксонского берега (лат. comes littoris Saxonici per Britanniam) — военное должностное лицо периода поздней Римской империи. В зоне ответственности занимавшего её офицера находились девять фортов на южном и восточном побережье провинции Британия, от Бранкастера до Портсмута, составлявшие часть оборонительной системы Саксонский берег. Подчинённые ему римские части классифицировались как пограничные (лимитаны).

## История
Достоверное упоминание о комите Саксонского берега встречается только один раз — в Notitia Dignitatum, римском документе рубежа IV—V веков. Там же упоминаются два других полководца: комит Британии, командовавший войсками в центральной части провинции, и дукс Британии, отвечавший за север острова. По некоторым предположениям, должность своему появлению именно с таким названием — «littoris Saxonici» — обязана Стилихону.
Мнения историков относительно времени возникновения расходятся. Сэмюль Хейвуд полагает, что это произошло в период реформ Константина Великого. Британский антиковед Джон Чёрч относит креацию должности к Максимиану, соправителю Диоклетиана в 286—305 годах, и отмечает, что основной задачей была оборона побережья Британии и Галлии от нападений варваров.
Данное утверждение, однако, представляется не вполне точным. Согласно тексту «Деяний» Аммиана Марцеллина, в 367 году сильно осложнилась ситуация в Британии: в результате скоординированных нападений кельтских и германских племён, так называемого Великого заговора, погиб командир Нектарид, названный Марцеллином комитом морских дорог (лат. comes maritime tractus). Также во вражескую засаду попал и, скорее всего, тоже погиб дукс Фуллофауд. Гибель этих высокопоставленных лиц нанесла урон престижу империи и потрясла императора Валентиниана, но попытки противодействия вторжению поначалу были нерешительными. Так, в Британию отправили и вскоре отозвали комита доместиков Севера, затем ситуация повторилась с магистром конницы Иовином. Наконец, на подавление беспорядков был послан Феодосий Старший, чья кампания была более успешной. Историк Ян Хьюз при этом указывает, что гибель Нектарида и Фуллофауда скорее всего произошла на континенте, в Галлии, а не в самой Британии, так как хронологически проблематично уместить в короткое время несколько последовательных замен командиров.
После возвращения Британии под контроль Рима Феодосий незначительно реорганизовал управление регионом: была выделена пятая провинция Валентия, а статус Лондиниума был повышен до, вероятно, столицы наместничества. Оборонявшие стену Адриана ареаны, намеренно пропустившие отряды варваров, за своё предательство были распущены. Её форты были заброшены, но взамен создана сеть сторожевых вышек, подчинявшихся дуксу Британии либо комиту Саксонского берега.
В 401 году часть легионов была переброшена Стилихоном на защиту Италии от вторжения Алариха, что сделало Британию гораздо более уязвимой. А в 407—408 годах узурпатор Константин, по-видимому, увёл все оставшиеся мобильные войска на захват Галлии и Испании, которые едва ли смогли вернуться. Последним рубежом существования должности считается 410 год, когда Гонорий своим рескриптом официально снял имперскую защиту с Британии.

### Проблема идентификации
Согласно Генри Хоуэрту, уже в III веке существовала должность comes maritime tractus (комита морских дорог), причём его ответственность не ограничивалась побережьем Британии, но расширялась на весь пролив Ла-Манш, ему также подчинялись местное ополчение и флот. Самым важным из комитов морских дорог был Караузий, который в дальнейшем поднял мятеж и объявил себя императором, сохранив при этом контроль над Британией и побережьем Галлии.
Аналогичной позиции придерживается британский историк Питер Салуэй. По его предположениям, комит морских дорог Нектарид всё ещё обладал более широкой сферой ответственности и полномочиями, чем поздние командующие: его власть могла охватывать обе стороны Ла-Манша и западное побережье Британии, в первую очередь форты Кардифф и Ланкастер. Это отчасти согласуется со мнением Чарльза Найта и более позднего автора Джоан Олкок, напрямую отождествлявших комита морских дорог и комита Саксонского берега. Однако против такой идентификации существуют возражения: в частности, Филдс указывает, что комит Саксонского берега — преемник ранней, реформированной должности комита морских дорог, а коллектив авторов, написавший комментарии к «Деяниям» Марцеллина, прямой связи не усматривает вовсе. Так или иначе, по состоянию на конец IV века командование фортами на побережье материка было разделено между двумя другими военными — дуксом дорог Арморики и Нервии и дуксом Белгики Второй.